# 금성문화재단
금성문화재단은 출판문화의 창달을 통한 국민 정신문화 향상에 기여하기 위하여 1993년 12월 20일 설립된 문화체육관광부 소관의 재단법인이다. 사무실은 서울특별시 마포구 만리재옛길 23에 있다.

## 주요 사업
- 출판과 관련된 학술연구비 지원 및 출판단체 사업지원
- 국민독서운동, 백일장 등 책읽는 문화를 고취할 수 있는 사업
- 전통문화 계승 및 지원, 예술문화 공간 사업
- 출판문화 각 분야의 창작활동을 지원하는 사업
- 국내외 출판,문화 예술인 초청세미나 및 강연회, 전시회 개최
- mbc창작동화대상 공모전 주최
- 독서 장학금 지급